# 张雷 (乒乓球运动员)
张雷（1968年—），中国男子乒乓球运动员。他曾获得1993年世界乒乓球锦标赛男子双打和男子团体银牌。他也参加了1990年和1994年两届亚洲运动会。